# 黄河流域（豫鲁段）横向生态保护补偿协议
《黄河流域（豫鲁段）横向生态保护补偿协议》是2021年中国山东、河南两省签订的对赌协议，是黄河流域首份省际横向生态补偿协议。协议规定，对河南省与山东省黄河干流跨省界断面（刘庄国控断面）的水质进行监测，若2020年和2021年的水质全年均值达到Ⅲ类标准，则互不补偿。每下降一级，河南给山东6000万；每上升一级，山东给河南6000万。亦被称为“鲁豫有约”、“鲁豫对赌”、“黄河对赌”。
2012年，安徽省和浙江省签订关于新安江水质的对赌协议《关于新安江流域上下游横向生态补偿的协议》。2016年12月，中华人民共和国财政部等四部门联合印发《关于加快建立流域上下游横向生态保护补偿机制的指导意见》，要求到2020年，基本建立各省（区、市）行政区域内流域上下游横向生态保护补偿机制。2020年4月20日，财政部等四部门印发《支持引导黄河全流域建立横向生态补偿机制试点实施方案》。
2021年4月29日，山东、河南两省签订《黄河流域（豫鲁段）横向生态保护补偿协议》。2022年7月5日，山东省政府新闻办召开新闻发布会公布对赌结果：由于黄河入鲁水质始终保持在二类水质以上，山东省向河南省兑现生态补偿资金1.26亿元。
《华夏时报》报道指出补偿金额虽然超过1亿，仍远远无法覆盖治水投入。